# Dwuotworowa Szczelina
Dwuotworowa Szczelina – jaskinia, a właściwie schronisko, w Dolinie Kościeliskiej w Tatrach Zachodnich. Ma dwa otwory wejściowe położone w Wąwozie Kraków, w południowym zboczu Saturna, w pobliżu jaskiń Żółta Dziura i Żółty Schron, na wysokościach 1153 i 1156 metrów n.p.m. Długość jaskini wynosi 11 metrów, a jej deniwelacja 2,5 metra.

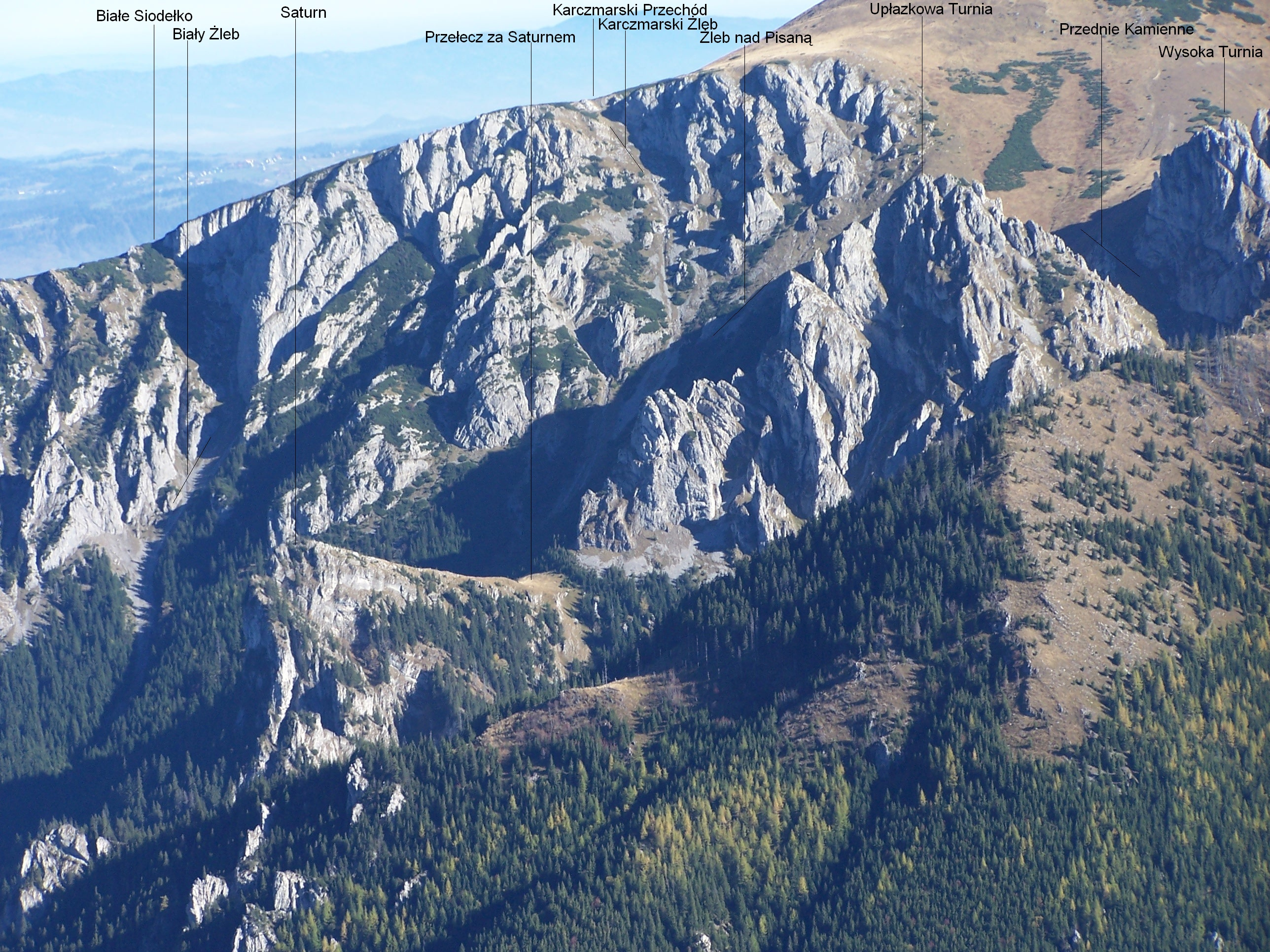
Widok z Ornaku na górną część Wąwozu Kraków

## Opis jaskini
W małym otworze dolnym zaczyna się kilkumetrowy, poziomy korytarz kończący się kominkiem, przez który można dostać się do wyżej  położonego niewielkiego korytarzyka. Prowadzi on do górnego otworu.

## Przyroda
W jaskini występują nacieki grzybkowe. Na ścianach rosną porosty.

## Historia odkryć
Jaskinia była prawdopodobne znana od dawna. Jej pierwszy plan i opis sporządziła I. Luty przy pomocy R. Cygana i J. Różyczki w sierpniu 1994 roku.